# Пантина
Пантина (алб. Pantinë) је насеље у општини Вучитрн на Косову и Метохији. Атар насеља се налази на територији катастарске општине Пантина површине 484 ha. Налази се на левој обали реке Ситнице. Село је добило име по познатој историјској бици код Пантина 1173. године, у којој се борио Стефан Немања, касније српски велики жупан и родоначелник највеће српске династије — Немањића. Према попису становништва из 2011. године, село је имало 1.422 становника, већину становништва чинили су Албанци.
Село је повезано са градским водоводом и системом за наводњавање. У селу ради здравствена амбуланта и основна школа. До 1999. у селу је радила српска четвороразредна основна школа.

## Географија
Село је на падини Чичавице у долини Пантинског потока, нешто више средокраће друма Косовска Митровица–Вучитрн. Пантина је на равничарском земљишту, разбијеног типа, оранице смоничаве и са растреситом земљом, на којима успевају све житарице и воће. Удаљено је на 7 km северозападно од Вучитрна. Осим растурених колонистичких кућа, има четири махале: две српске (Рајетића и Млађовића) и четири албанска (Сејдијовића, Смаљовића, Арифовића и Планалија). Куће у српским махалама су на окупу а у албанским растурене. Удаљења између махала износе 200-400 м. Називи махала су по већим и угледнијим родовима који у њима живе.

## Историја
Село је познато по историјској битки која се одиграла око 1173. године између Стефана Немање и његовог брата Тихомира, који је ту био поражен и погинуо. Цар Душан је 1348. године село приложио својој задужбини манастиру св. Арханђела код Призрена. У турском попису области Бранковића 1455. године у Доњој Пантини било је уписаних 45 српских кућа. Уписани су и поп Стефан и његов син Никола. Испод села, на главици која се зове Вериште, налазе се остаци старе српске цркве са прилично очуваним зидовима. Око цркве је старо и ново српско гробље. Село је крајем 17. и почетком 18. века опустело, а обновили су га Албанци у другој половини 18. века доласком из Северне Албаније, топличких и јабланичких села.
Средином 19. века село насељавају Срби из суседног Свињара и Ибарског Колашина. Неки су дошли те радили као чифчије а неки су куповали земљу од Албанаца и остали на њему све до рата 1999. Од 1921. до 1925. године у ово село се доселило 10 српских домаћинстава из разних крајева Краљевине Југославије на добијену земљу.

## Порекло становништва по родовима
Албански родови:
- Сејдијовић (10 кућа) и – Смаљовић (9 кућа.), од фиса (племе) Краснића. Постали од двојице досељене браће из Скадарске Малесије у другој половини 18. века. Не наводе имена досељеног претка и његовог сина, јер су „католичка“. Муслимански појасеви за Сејдијовиће гласе: Сејдија, Салија, Имер, Рамадан (70 година). Ово су два најстарија рода у селу и обновљачи села. Кажу да су купили земљу.
- Исеновић (5 кућа), од фиса (племе) Краснића. Досељени из Малесије после првих. И ови су имали своју земљу.
- Арифовић (3 куће), од фиса (племе) Краснића. Доселили се из Малесије кад и Исеновићи.
- Шегачан (1 кућа), од фиса (племе) Шаље. Као и Шегачани у Свињару живели у Сегачу (Лаб), по чему им је настало презиме. У Пантину досељени из Кутловца (Копаоничка Шаља) око 1865.
- Витак (1 кућа), од фиса (племе) Бериша. Доселио се око 1830. из Витака (Дреница) и био чифчија у Сејдијовића.
- Меленица (1 кућа), од фиса (племе) Шаље. Доселио се око 1875. из Мељенице (Копаоничке Шаља) на купљено имање.
- Стантрк (1 кућа), од фиса (племе) Шаље. Досељен из Старог Трга (Копаоничка Шаља) 1928.
- Плана (5 кућа), од Тсача, – Статовц (1 кућа), од фиса (племе) Краснића и – Шулимана (2 куће), од фиса Гаша, досељени 1878. као мухаџири из Велике Плане, Горњег Статовца и Шулимане (Топлица).
- Колудра (1 кућа), од фиса (племе) Гаша. Као мухаџир из Калудре у Топлици прво се настанио у Думошу (Лаб), одакле досељен у Пантину око 1885.

Српски родови:
- Млађовићи (7 кућа, Ђурђевдан). Пресељени из истоименог рода у Свињару средином 19. века. – Старином су из Пресеке у Ибарском Колашину. Били су чифчије у Аћиф-бегових из Вучитрна.
- Рајетићи (13 кућа, Св. Стефан). Досељени из Рајетића код Великог Бријега у Ибарском Колашину око 1870. на купљено имање од неких „Турака“ из Жабара код Косовске Митровице.
- Минић (2 куће, Св. Арханђео). Досељени из Борчана (Копаоник) у доба ослобођења Топлице. Били су чифчије код неких господара из Вучитрна.

Колонисти:
- Булатовић (1 кућа) и – Радосављевић (1 кућа), досељени 1921. и 1922. године из Јабланице, иначе старином из Црне Горе.
- Грујић (1 кућа), 1922. из Братоножића.
- Ђуровићи (1 кућа) 1926. из Бјелопавлића.
- Јокановић (1 кућа), 1924. из Херцеговине.
- Бујошевић (1 кућа), 1922. од Чачка.
- Радоњић-Васић (2 куће) 1925. из Доње Мутнице (Параћин).
- Јовановић (2 куће) 1922. од Зајечара.[2]

## Учесници ослободилачких ратова (1912—18)
- Бујошевић Филип, Солунски фронт
- Миљковић Љубомир, Солунски фронт

## У логорима и заробљеништву (1941—45)
- Васић Гојко, Италија
- Миљковић Борислав, Италија 1943. побегао из Италије.

## Учесници Другог светског рата (1941-47)
- Васић Слободан
- Грујић Божо
- Грујић Драган
- Живковић Ратомир
- Лекић Ђоко
- Миленковић Борисав
- Миленковић Љубиша
- Миленковић Петар
- Марковић Никола
- Ракић Милан

## Жртве Другог светског рата и појединачних злочина
- Бујошевић Србољуб (13 година), убијен на имању 1941. од балиста.
- Живковић Замфа, изведен из куће 1941. године од стране балиста и нестао без трага.
- Живковић Коста, код Свињара 1943.
- Миленковић Александар, на путу за Косовску Митровицу 1943. убијен од стране балиста.
- Миленковић Младен, Рашка 1941. од Немаца
- Миљковић Трајко, 1914. у воденици, Ситничкој од балиста.
- Бујошевић Момчило, нестао у четницима.
- Миљковић Љубо, акт. подофицир, погинуо у априлском рату.
- Миљковић Пера, погинуо као војник у априлском рату 1941.

## Одсељени 1941-93
- Васић Васа 1981, сам., Италија
- Васић Живко 1954, са 5 чл., Параћин
- Васић Милован 1954, са 4 чл., Параћин
- Васић Г. Првослав 1979, са 10 чл., Смедерево
- Васић Угљеша 1979, са 7 чл., Краљево
- Грујић Арса 1972, са 6 чл., Краљево
- Грујић Божо 1955, са 4 чл., Параћин
- Ђуровић Симо 1948, са 6 чл., Црна Гора
- Живковић Јаков 1976, са 4 чл., Краљево
- Живковић С. Зоран 1968, са 3 чл., Београд
- Живковић Лале 1968, са 4 чл., Смедерево
- Живковић Предраг 1974, са 5 чл., Смедерево
- Јовановић Димитрије 1954, са 4 чл., Параћин
- Јовановић Радомир 1954, са 4 чл., Параћин
- Лекић Ђоко 1953, са 4 чл., Бар, Београд
- Марковић Никола 1955, са 6 чл., Краљево
- Миленковић Боро 1956, са 3 чл., Краљево
- Миленковић Милош 1955, са 7 чл., Краљево
- Миљковић Т. Живко 1968, са 5 чл., Косовска Митровица
- Миљковић Љубиша 1980, са 5 чл., Смедерево
- Миљковић Младен 1975, сам., Смедерево
- Миљковић Радосав 1982, сам., Смедерево
- Миљковић Саво 1978, са 2 чл., Швајцарска
- Миљковић Станко 1982, са 8 чл., Смедерево
- Миљковић Б. Слободан 1976, сам., Косовска Митровица
- Миљковић С. Слободан 1976, сам., Косовска Митровица
- Миљковић Трифа 1941, сам., Аустралија
- Миљковић Смиљко 1984, са 2 чл., Грабовац код Звечана
- Ракић Зоран 1956, са 2 чл., Краљево
- Ракић Милан 1956, са 5 чл., Краљево
- Ракић Момчило 1956, са 4 чл., Краљево
- Ракић Сава 1956, са 5 чл., Краљево

Свега 34 домаћинстава са 132 члана. До 1999. године у овом селу живело је 24 српских домаћинстава са 76 чланова, а од тога 7 домаћинстава су старачка са 11 чланова.

## Демографија
| Година       | 1948 | 1953 | 1961  | 1971  | 1981  | 1991  | 2011  |
| ------------ | ---- | ---- | ----- | ----- | ----- | ----- | ----- |
| Становништво | 866  | 936  | 1.086 | 1.364 | 1.699 | 1.855 | 1.422 |

|  |

## Становништво
| Етнички састав према попису из 1961.‍ | Етнички састав према попису из 1961.‍ | Етнички састав према попису из 1961.‍ | Етнички састав према попису из 1961.‍ | Етнички састав према попису из 1961.‍ |
| ------------------------------------ | ------------------------------------ | ------------------------------------ | ------------------------------------ | ------------------------------------ |
|                                      |                                      |                                      |                                      |                                      |
| Албанци                              | Албанци                              |                                      | 797                                  | 73,39%                               |
| Срби                                 | Срби                                 |                                      | 276                                  | 25,41%                               |
| Црногорци                            | Црногорци                            |                                      | 11                                   | 1,01%                                |
| Муслимани                            | Муслимани                            |                                      | 1                                    | 0,09%                                |
| Укупно: 1.086                        |                                      |                                      |                                      |                                      |

| Етнички састав према попису из 1971.‍ | Етнички састав према попису из 1971.‍ | Етнички састав према попису из 1971.‍ | Етнички састав према попису из 1971.‍ | Етнички састав према попису из 1971.‍ |
| ------------------------------------ | ------------------------------------ | ------------------------------------ | ------------------------------------ | ------------------------------------ |
|                                      |                                      |                                      |                                      |                                      |
| Албанци                              | Албанци                              |                                      | 1.081                                | 79,25%                               |
| Срби                                 | Срби                                 |                                      | 266                                  | 19,50%                               |
| Црногорци                            | Црногорци                            |                                      | 12                                   | 0,88%                                |
| Укупно: 1.364                        |                                      |                                      |                                      |                                      |

| Етнички састав према попису из 1981.‍ | Етнички састав према попису из 1981.‍ | Етнички састав према попису из 1981.‍ | Етнички састав према попису из 1981.‍ | Етнички састав према попису из 1981.‍ |
| ------------------------------------ | ------------------------------------ | ------------------------------------ | ------------------------------------ | ------------------------------------ |
|                                      |                                      |                                      |                                      |                                      |
| Албанци                              | Албанци                              |                                      | 1.563                                | 92%                                  |
| Срби                                 | Срби                                 |                                      | 132                                  | 7,77%                                |
| Црногорци                            | Црногорци                            |                                      | 1                                    | 0,06%                                |
| Муслимани                            | Муслимани                            |                                      | 1                                    | 0,06%                                |
| Укупно: 1.699                        |                                      |                                      |                                      |                                      |

| Етнички састав према попису из 2011.‍ | Етнички састав према попису из 2011.‍ | Етнички састав према попису из 2011.‍ | Етнички састав према попису из 2011.‍ | Етнички састав према попису из 2011.‍ |
| ------------------------------------ | ------------------------------------ | ------------------------------------ | ------------------------------------ | ------------------------------------ |
|                                      |                                      |                                      |                                      |                                      |
| Албанци                              | Албанци                              |                                      | 1.112                                | 99,82%                               |
| Бошњаци                              | Бошњаци                              |                                      | 1                                    | 0,09%                                |
| Укупно: 1.114                        |                                      |                                      |                                      |                                      |